# پادشاه هونان
پادشاه هونان (۸۵۷ میلادی تا ۸۶۱ میلادی) (هانگول: 헌안왕) (هانجا: 宪安王) چهل و هفتمین شاه شیلا بود.نام خانوادگی او کیم و نام اصلی اش اویجونگ است.او به دلیل نداشتن وارث تخت را به یکی از افرادش واگذار کرد.

## فرزندان
او دو دختر داشت که هر دو صیغه پادشاه بعدی شدند.
امپراتور هئونان تلاش کرد تا از طریق نیروهای بودایی نارضایتی نیروهای محلی را آرام و کنترل کند.
در سپتامبر ۸۶۰ در طی ضیافتی با ارتش و دست نشاندگان و خانواده سلطنتی، کیم یونگ ریوم بعدها (پادشاه گیونگمون) را استخدام کرد و دختر بزرگش را برای ازدواج با او فرستاد.

## فوت
فرمانروا هونان در ژانویه ۸۶۱ در پنجمین سال سلطنتش وی بیمار شد و از آنجایی که مردی برای جانشینی وجود نداشت در ۲۳ ژانویه تاج و تخت را به دامادش یونگ ریوم سپرد و شش روز بعد در ۲۹ ژانویه چشم از جهان فروبست.

## مقبره
آرامگاه امپراتور هئونان در شهر گیونگجو و در منطقه گیونگ سانگبوکدو واقع شده‌است.
مقبره ایست با ارتفاع حدود ۴ متر که با سنگ‌هایی طبیعی ساخته شده تا از سرازیر شدن خاک به پایین جلوگیری کند، درست در کنار آن مقبره مقبره‌های شاه جین هونگ بزرگ، شاه جینجی و شاه مونسونگ و در فاصله ۵۰۰ متری مقبره شاه تهجونگ موییل قرار دارد.